# Badminton 1931
Höhepunkte des Badmintonjahres 1931 waren die All England, die Irish Open und die Scottish Open.
==Internationale Veranstaltungen ==
| Veranstaltung | Herreneinzel        | Dameneinzel      | Herrendoppel                       | Damendoppel                 | Mixed                       |
| ------------- | ------------------- | ---------------- | ---------------------------------- | --------------------------- | --------------------------- |
| All England   | Frank Devlin        | Marjorie Barrett | Frank Devlin Gordon Mack           | Marian Horsley Betty Uber   | Herbert Uber Betty Uber     |
| Irish Open    | Willoughby Hamilton | Marian Horsley   | G. S. B. Mack Frank Devlin         | Marian Horsley C. T. Duncan | Frank Devlin Marian Horsley |
| Scottish Open | Raymond M. White    | Betty Uber       | K. G. Livingstone Raymond M. White | Marian Horsley Betty Uber   | T. P. Dick Marian Horsley   |